# Kościół Trójcy Świętej w Jeżewie
Kościół Trójcy Świętej w Jeżewie – kościół parafialny w miejscowości Jeżewo.
Kościół nie nosi wyraźnych cech stylowych. Jest orientowany, murowany z cegły, otynkowany. Wystrój świątyni, na który składają się między innymi: ołtarz główny, dwa ołtarze boczne, ambona, chrzcielnica, ława kolatorska, jest w stylu barokowym i pochodzi z początku XVIII wieku. W nawie głównej umieszczono okazały obraz Koronacja Najświętszej Panny Marii z pierwszej połowy XVII wieku. Na chórze znajdują się organy (początek XX wieku).

## Historia
Historia świątyni sięga średniowiecza. Według przekazów historycznych, w 1427 r. na miejscu drewnianego kościółka, spalonego w czasie wojen polsko-krzyżackich, zbudowano nowy. Fragmenty murów prezbiterium tamtej budowli przetrwały do dziś. W kilkusetletnich dziejach obiekt kilkakrotnie przebudowywano: przełom XVII/XVIII wieku, 1749 r., 1824 r. Obecny kształt i wygląd świątyni pochodzi z ostatniej, gruntownej przebudowy z lat 1925–1926, kiedy to dodano nawy boczne i podwyższono wieżę nadając calej budowli cechy renesansowe m.in. wolutowe półszczyty naw . W 2006 r. zmieniono zwieńczenie wieży, zakładając metalowy hełm.

## Ołtarz główny

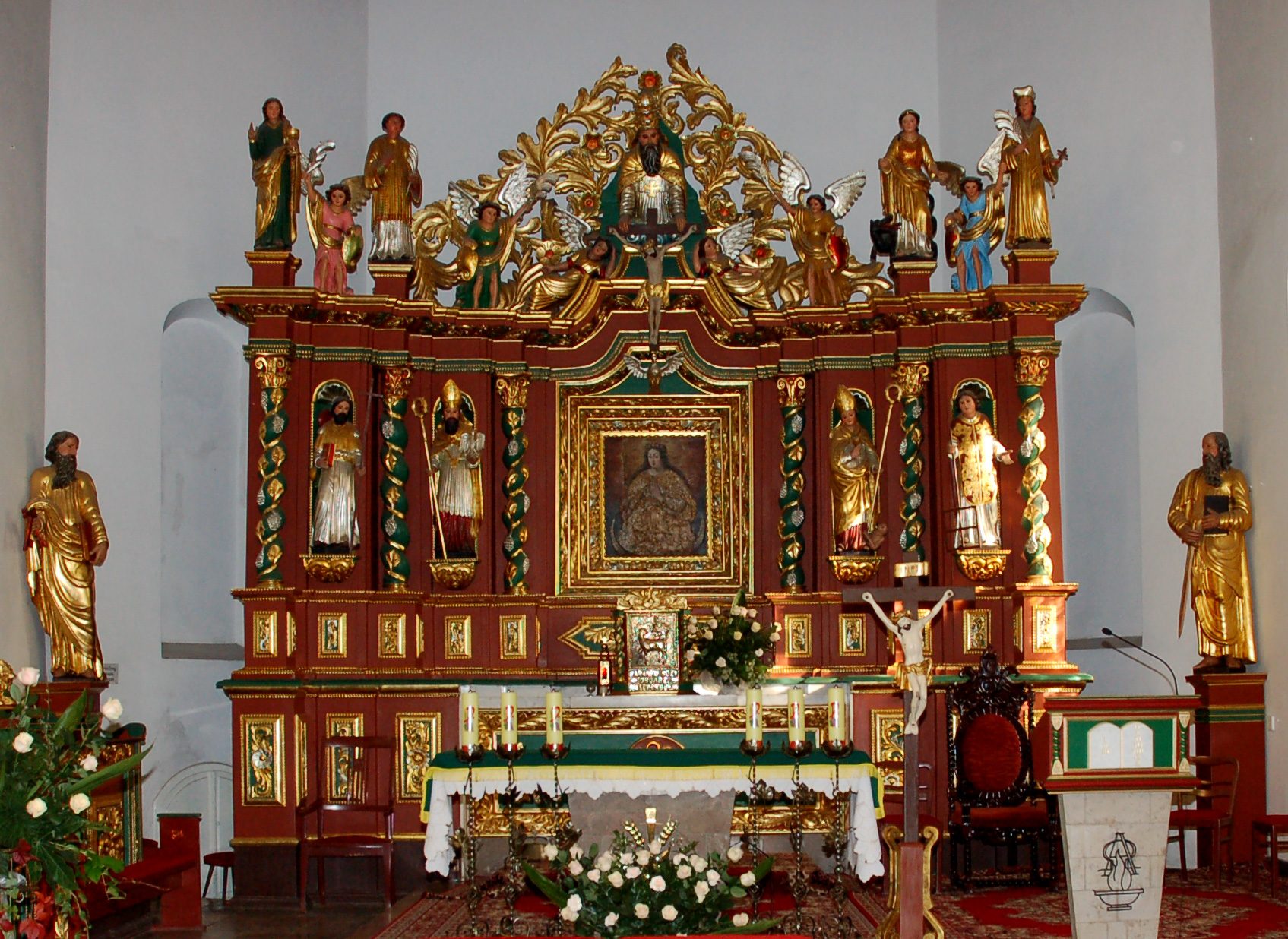
Ołtarz główny

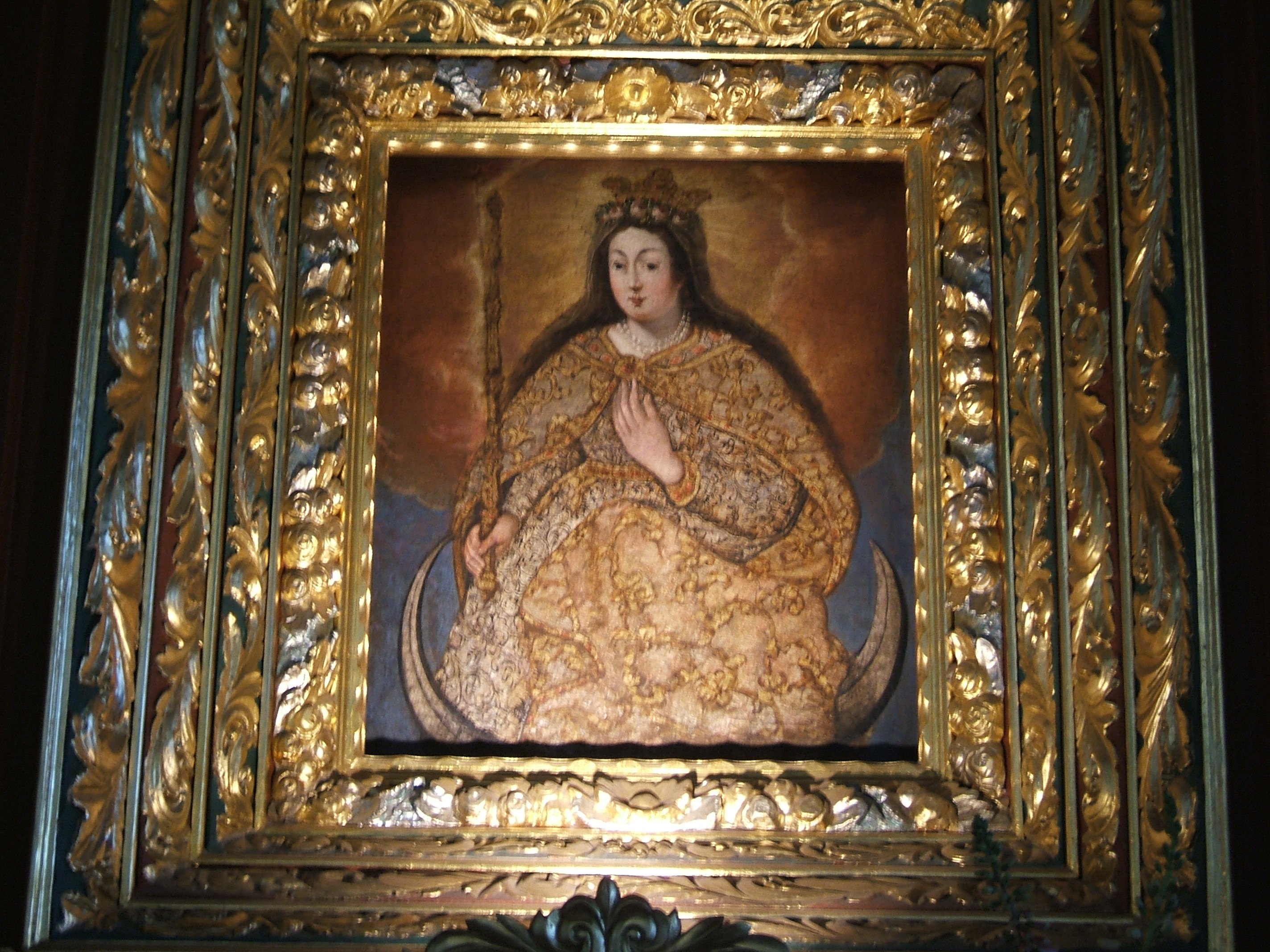
Obraz Najświętszej Panny Marii Niepokalanie Poczętej

Ołtarz główny reprezentuje styl późnego baroku z początku XVIII wieku. Autor dzieła jest nieznany. W centrum ołtarza znajduje się obraz Najświętszej Panny Marii Niepokalanie Poczętej (nieznanego autora) pochodzący z drugiej połowy XVII wieku. Na zasuwie umieszczono dwa obrazy: św. Walentego (XVIII w.) i Matki Boskiej Częstochowskiej (XX w.). Po bokach obrazu znajdują się trzy kręcone kolumny. Na cokołach pomiędzy nimi umieszczono rzeźby: po lewej stronie – św. Jakub Starszy, św. Wojciech, po prawej: św. Stanisław biskup, św. Wawrzyniec. W zwieńczeniu ołtarza umieszczono grupę figuralną Świętej Trójcy na tle ażurowego obramienia z liści akantu z półleżącymi aniołami. Po obu stronach Świętej Trójcy usytuowano figury świętych na cokołach i figury aniołów z kartuszami, po lewej – św. Barbara, św. Szczepan, po prawej – św. Małgorzata, św. Kazimierz Jagiellończyk, królewicz. Wymiary ołtarza to: 5,7 m – wysokość, 6,7 m – szerokość, 1,8 m – głębokość. Wszystkie elementy są wykonane z drewna pokrytego polichromią, bogato złocone i srebrzone.

## Prezbiterium i nawy boczne

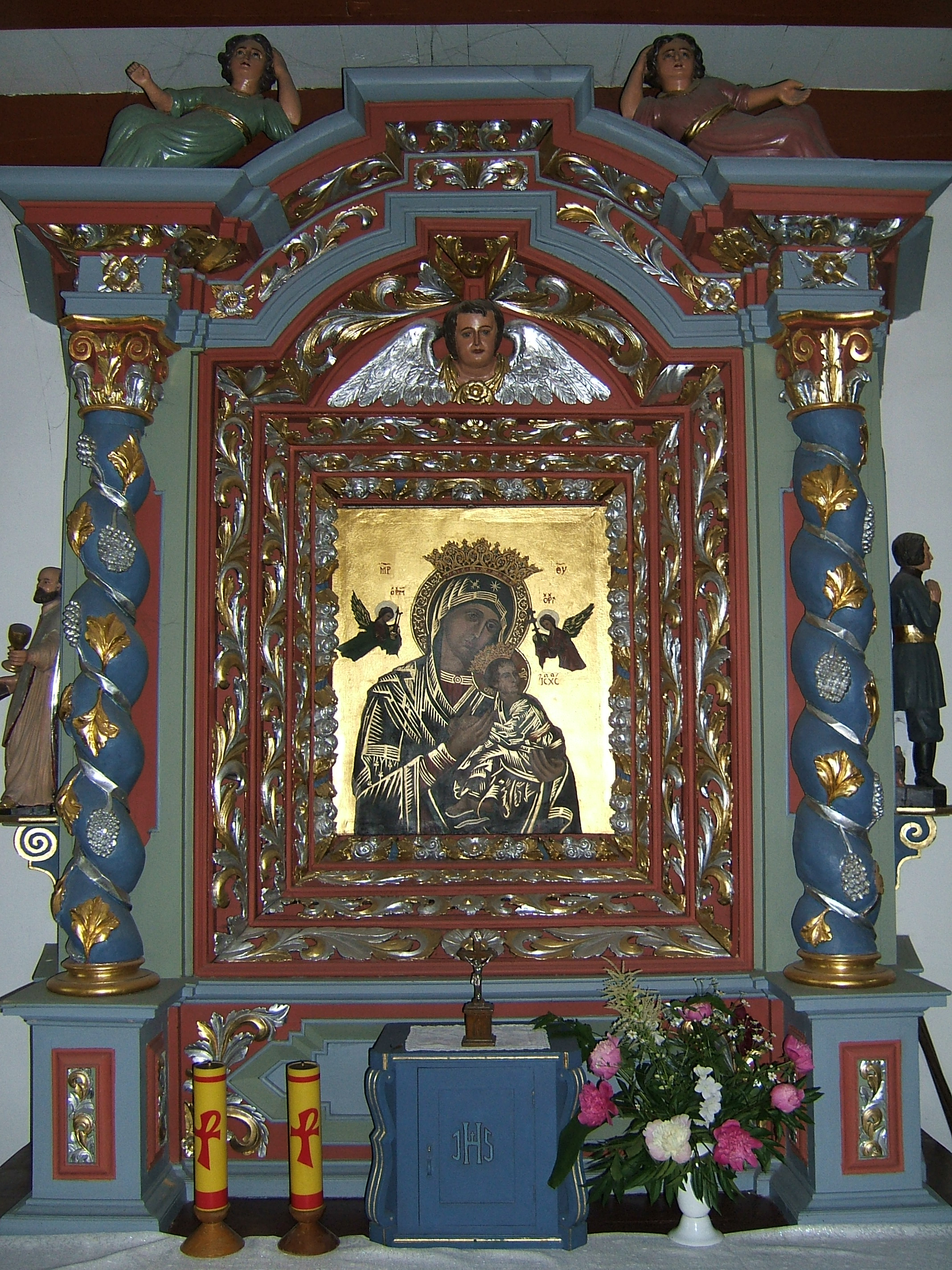
Obraz Matki Boskiej Nieustającej Pomocy (początek XVIII w)

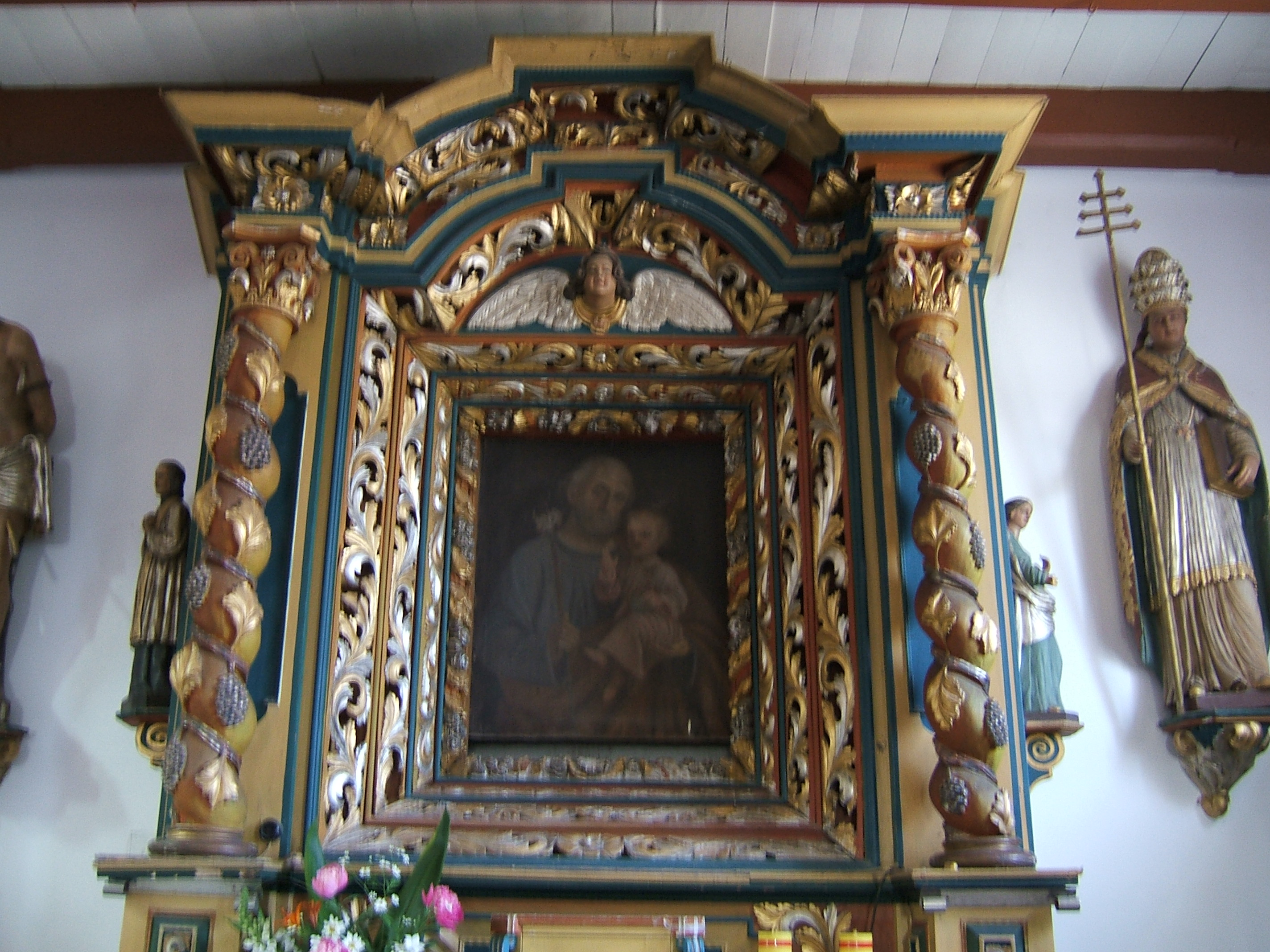
Obraz Świętego Józefa z Dzieciątkiem

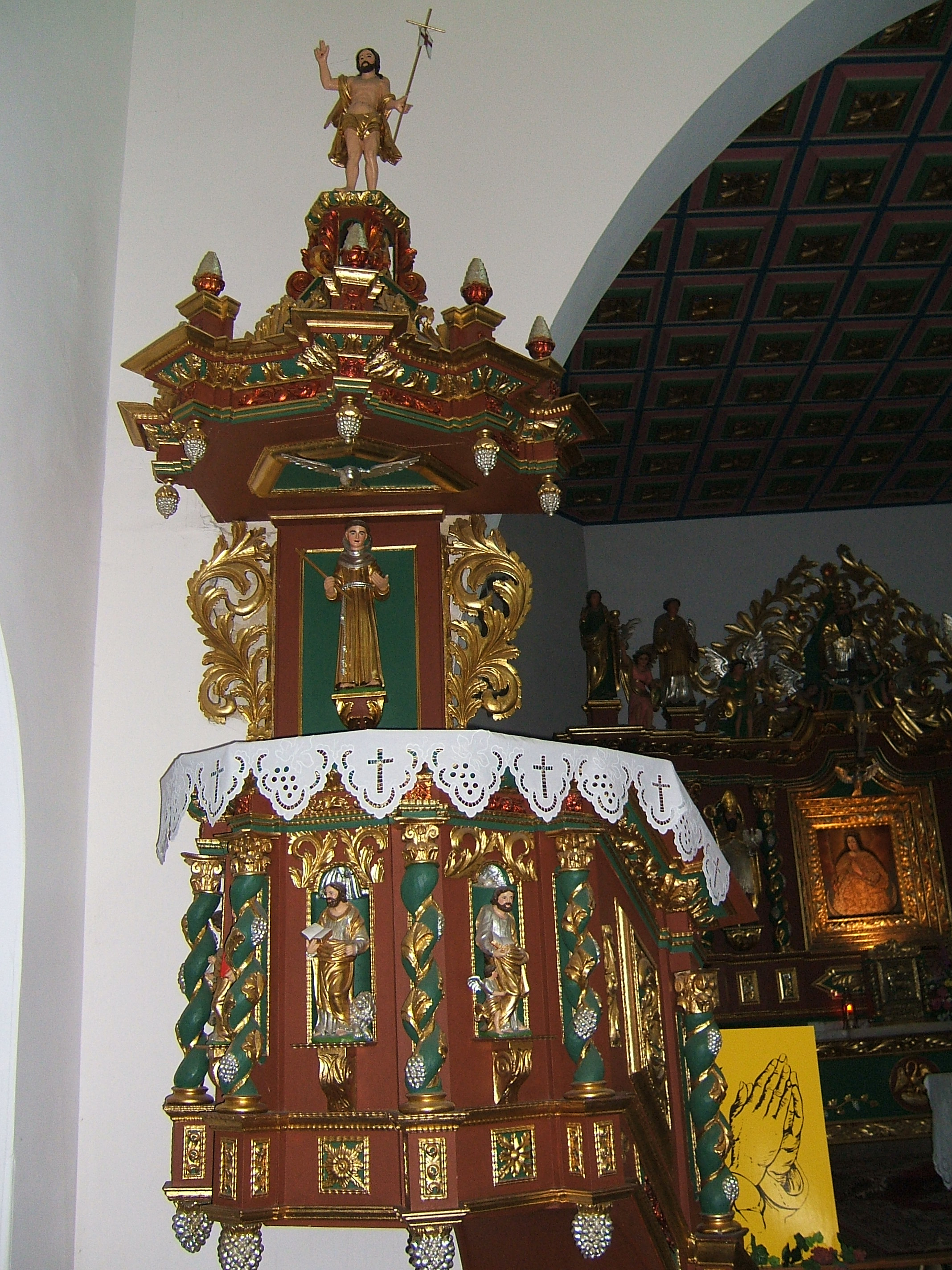
Ambona

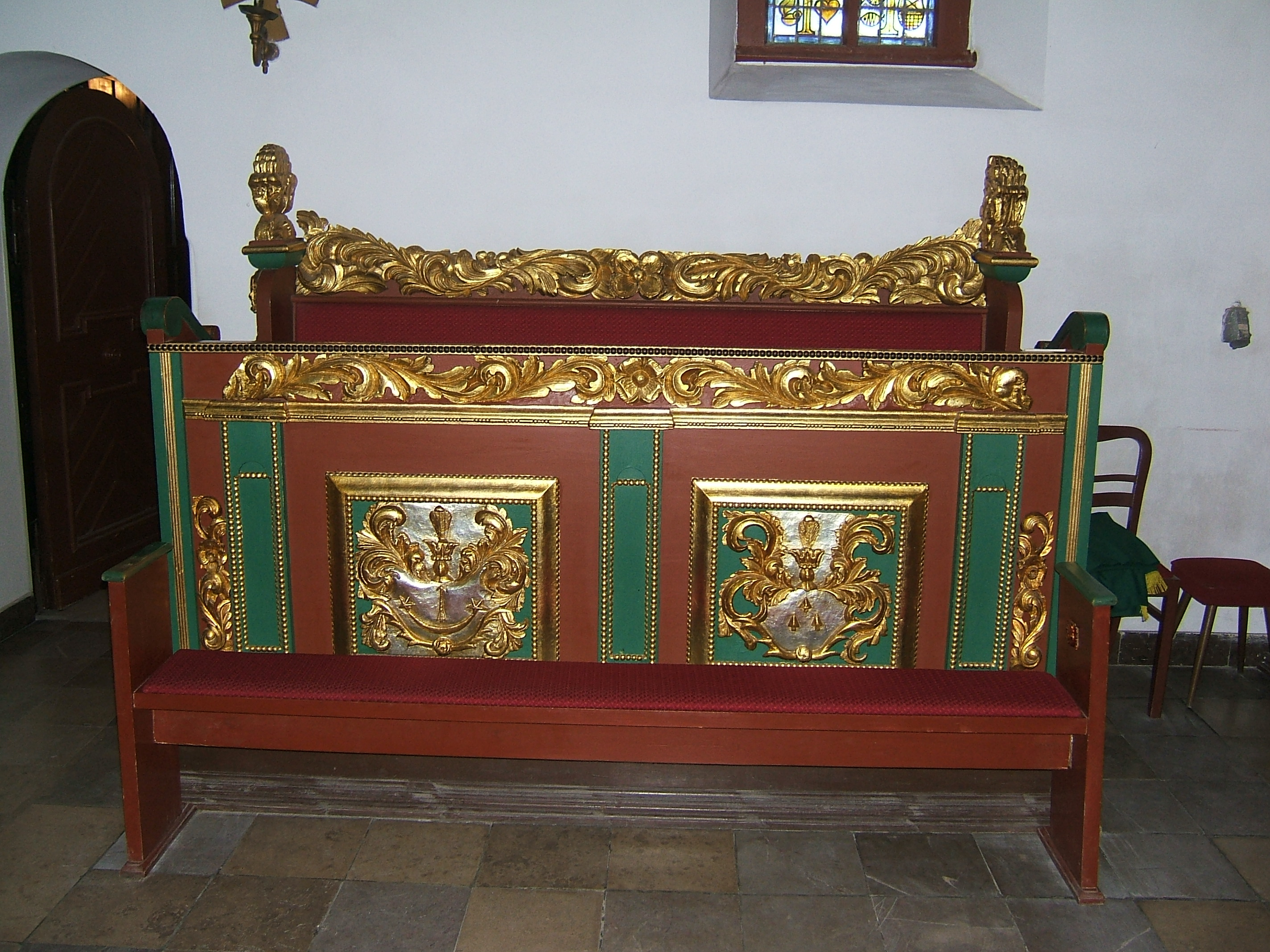
Ława kolatorska

W prezbiterium po obu stronach ołtarza głównego umieszczono rzeźby dwóch świętych: Piotra i Pawła – obie barokowe pochodzące z drugiej połowy XVII wieku. W lewej nawie bocznej znajduje się ołtarz, w którego centrum znajduje się obraz Matki Boskiej Nieustającej Pomocy (początek XVIII wieku). W prawej nawie bocznej eksponowany jest ołtarz, w którego centrum jest obraz Świętego Józefa z Dzieciątkiem (początek XVIII wieku). Styl barokowy z początku osiemnastego stulecia reprezentuje ambona z rzeźbami czterech ewangelistów: św. Łukasz, św. Jan, św. Marek, św. Mateusz, płaskorzeźbą św. Franciszka w zaplecku, prawdopodobnie rzeźbą świętego Franciszka Ksawerego przy wejściu i rzeźbą Chrystusa Zmartwychwstałego na baldachimie. W prezbiterium stoi barokowa, z początku XVIII wieku, ława kolatorska z kartuszami herbowymi Sas (ród Sas-Jaworskich) i Groty albo Bełty (ród Wolszlegierów).

## ObrazKoronacja Najświętszej Marii Panny

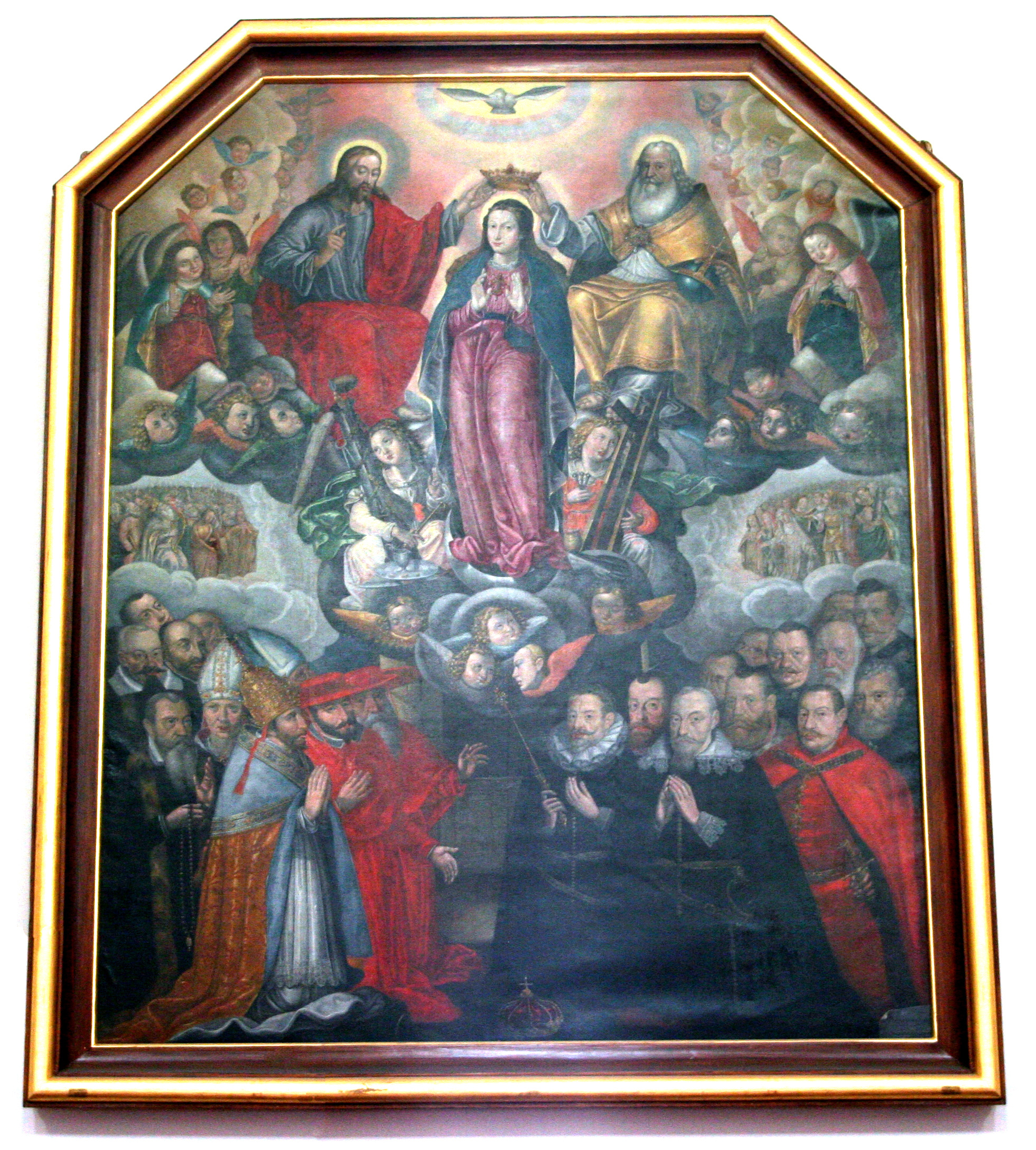
Obraz Koronacja Najświętszej Marii Panny

Obraz Koronacja Najświętszej Marii Panny tworzy prostokąt ze ściętymi górnymi narożami o wymiarach: 356 cm – wysokość i 285 cm – szerokość. Wykonany jest na płótnie techniką olejną. Na dziele brak jakiejkolwiek sygnatury, czy daty, które wskazywałyby autora i czas powstania. Obraz zaopatrzono jedynie w kartusz w prawym, dolnym narożniku, który informuje o kolejnych restauracjach malowidła (pierwszej konserwacji dokonał Gabriel Jezierski w 1678 r.). Przyjmuje się, że dzieło powstało w latach 1625–1630, a jego autor jest nieznany. Znawcy malarstwa na podstawie zastosowanej przez autora techniki malarskiej, sposobem przedstawiania postaci, jak również tematyki dzieła sugerują, że autor wywodzi się z kręgu Hermana Hana – wybitnego malarza przełomu XVI/XVII wieku.
Kompozycyjnie obraz osiowo podzielono na dwie strefy – górną, „niebiańską”, dolną – „ziemską”. Pośrodku umieszczono Najświętszą Marię Pannę, nad którą widzimy koronę podtrzymywaną przez Boga Ojca i Syna Bożego. Powyżej wznosi się Duch Święty w postaci gołębicy. U stóp Matki Bożej po obu stronach umieszczono siedzące anioły, które trzymają w rękach narzędzia męki Pańskiej: obcęgi, kielich, słup, bicz, cierniową koronę i gwoździe. Poniżej, w strefie pośredniej, autor obrazu umieścił liczną grupę niewielkich postaci świętych pańskich. Strefa „ziemska” podzielona jest na dwie części. Po lewej stronie dzieła artysta przedstawił klęczącą grupę duchownych (między innymi: papież Urban VIII, kardynał Jerzy Radziwiłł, kardynał Bernard Maciejewski), a po prawej stronie klęczącą grupę dostojników świeckich (między innymi: cesarz Ferdynand II, król Polski Zygmunt III Waza, kanclerz wielki koronny biskup Jakub Zadzik, hetman wielki koronny Stanisław Koniecpolski). Wszystkie postacie są silnie zindywidualizowane i cechuje je portretowość. Całość dzieła charakteryzuje wysoki poziom artystyczny, a także doniosłość i ważkość głęboko ujętej problematyki politycznej i religijnej. W dziedzinie politycznej obraz ukazuje ważne osobistości życia politycznego Polski początków XVII wieku, które otaczają teoretycznie swojego zwierzchnika – cesarza. Wszystkie osoby świeckie manifestują swoje przywiązanie do świata chrześcijańskiego realizującego w ówczesnym okresie odbudowę wiary po szesnastowiecznej reformacji. Wymowa religijna dzieła ukazuje transcendentalną naturę Kościoła – to jest związek jego części niewidzialnej z widzialną. Żyjący przedstawiciele społeczności wiernych – stanu duchownego i świeckiego, z papieżem i cesarzem na czele – dzięki Marii jako najdoskonalszego przedstawiciela rodzaju ludzkiego mogą dostąpić Nieba poprzez zrozumienie nadnaturalnej tajemnicy wyrażającej istotę historii Odkupienia. Obraz należy do typowych dzieł malarstwa polskiego z początku XVII wieku, a zarazem stanowi przykład kontrreformacyjnego malarstwa ołtarzowego. Dzięki wysokiemu poziomowi artystycznemu, jak również wymowie politycznej i religijnej obraz należy do najcenniejszych zabytków sztuki malarskiej występujących w obiektach sakralnych powiatu świeckiego.

## Cmentarz przykościelny
W pobliżu kościoła znajdują się mogiły proboszczów jeżewskich od XIX wieku: Wojciecha Gosienieckiego (proboszcz jeżewski w latach 1823–1844), Juliusza Steinigke (proboszcz jeżewski w latach 1851–1889), Jana Burtschik (proboszcz jeżewski w latach 1900–1947), Antoniego Kasprzyckiego (proboszcz jeżewski w latach 1947–1961), Jerzego Borysiaka (proboszcz jeżewski w latach 1979–1994). Ponadto znajduje się mogiła księdza Mieczysława Handau, wikarego z Tymawy, rozstrzelanego przez hitlerowców (4 września 1939 r.). Teren przykościelny jest również miejscem spoczynku sióstr józefitek, które od 1938 r. w Jeżewie prowadzą działalność zakonną. Spośród osób świeckich na uwagę zasługują między innymi mogiły: Edwarda Wolszlegiera (1839–1908) – właściciela majątku w Belnie i zbiorowy grób rodziny Parczewskich – właścicieli Belna w latach 1876–1938, wśród których spoczywa Erazm Parczewski (1826–1915) – polski działacz narodowy.